# Luís Nobre Guedes
Luís José de Mello e Castro Guedes, mais conhecido por Luís Nobre Guedes (Lisboa, 3 de setembro de 1955), é um advogado e político português.

## Biografia
Licenciou-se em Direito, pela Faculdade de Direito da Universidade de Lisboa, em 1978. 
Terminada a licenciatura, optou pela advocacia, tendo sido admitido na Ordem dos Advogados Portugueses no ano de 1980.
No final dos anos 1980 foi cofundador da sociedade de advogados F. Castelo Branco, Nobre Guedes, P. Rebelo de Sousa & Associados, com a qual formou o Grupo Legal Português, AEIE entre a britânica Simmons & Simmons, a espanhola Garrigues e a brasileira Pinheiro Neto Advogados. Posteriormente, foi cofundador da PMBGR - Pena, Machete, Botelho Moniz, Nobre Guedes, Ruiz & Associados e NGMS - Nobre Guedes, Mota Soares & Associados, que estabeleceu parcerias com outras sociedades estrangeiras, nomeadamente com a Andersen Global.
Igualmente em finais dos anos 1980 participou na fundação do jornal O Independente (1988) tendo sido presidente do Conselho de Administração da sua editora, a SOCI (participada pela Cerexport (Nobre Guedes); Joaquim Silveira, da promotora imobiliária SIL; Carlos Barbosa, antes cofundador do Correio da Manhã; Miguel Anadia; Francisco e Pedro Fino; Frederico Mendes de Almeida). Em 1991 venderia a sua participação a Miguel Pais do Amaral, que passou igualmente a ocupar a presidência da SOCI, vindo a transforma-la em Media Capital. 
Antes do 25 de abril de 1974, a participação em atividades do núcleo de católicos da Capela do Rato, tendo como principal impulsionador Alberto Neto, estimula a sua formação cívica e o interesse pela politica, no circulo da oposição a ditadura. A politica não lhe era contudo um corpo estranho, já que o seu avo paterno, Francisco Nobre Guedes, fora uma figura de peso nos primeiros anos do Estado Novo, vindo posteriormente a incompatibilizar-se com Salazar. A primeira atividade de natureza politica em que participou foi um comício do MDP/CDE, que concorria contra o partido do regime, nas eleições legislativas de 1973.   
Em 1987 aderiu ao Partido do Centro Democrático Social, sendo líder Adriano Moreira. Com a chegada de Manuel Monteiro a presidência dos democratas cristãos, tornou-se num militante destacado deste partido, ocupando posteriormente uma das vice-presidências da direção nacional, com Paulo Portas. De resto, foi considerado um dos estrategas de Portas na sua chegada a presidente do CDS/PP, em 1998. Pelo CDS/PP, foi eleito deputado à Assembleia da República, em 1995 e 1999, deputado ao Parlamento Europeu, em 1994 (abdicando do mandato para Celeste Cardona); presidente da Assembleia Municipal de Cascais, eleito em 1997. Já em 2004 surgiu como Ministro do Ambiente e do Ordenamento do Território do XVI Governo Constitucional.  
Foi ainda vogal do Conselho Superior de Magistratura, eleito em 2003 pela Assembleia da República.

## Polémicas

### Caso Portucale
Nobre Guedes exercia o cargo de Ministro do Ambiente e do Ordenamento do Território do XVI Governo Constitucional quando surgiu o caso Portucale, em 2004.  
O caso surgiu por causa de um despacho conjunto por si assinado, com os ministros Telmo Correia (Turismo) e Carlos Costa Neves (Agricultura), autorizando o abate de sobreiros na Herdade da Vagem Fresca, em Benavente, para permitir a uma empresa do Grupo Espirito Santo a construção de um empreendimento imobiliário e agroturístico naquele local, que o Ministério Público veio a considerar ilegal. 
Embora inicialmente constituído arguido, Nobre Guedes não chegou, todavia, a ser acusado de pratica criminosa.
Posteriormente, considerando que a 10 de maio de 2005, data em que o seu escritório tinha sido alvo de buscas, a SIC tinha uma equipa de reportagem no local antes da hora das próprias buscas se iniciarem, Nobre Guedes instaurou uma ação de responsabilidade civil contra o Estado, pelos fortes indícios de fuga de informação das entidades responsáveis por aquelas diligencias de prova, em violação do principio do segredo de justiça. Em julgamento, o Tribunal veio a dar razão a Nobre Guedes, tendo sido esta a primeira vez em que um tribunal português condenou o Estado por violação de segredo de justiça. 
No contexto do caso, objeto de grande atenção mediática, veio igualmente a publico o afastamento de Nobre Guedes face a Portas, tendo este ultimo ocultado a demissão de Nobre Guedes da direção nacional do CDS/PP durante um ano.   

### Polémica envolvendo um licenciamento urbanístico na zona protegida da Arrábida
Em outubro de 2004 foram reveladas na comunicação social suspeitas sobre a regularidade do licenciamento de um imóvel que Nobre Guedes, ainda Ministro do Ambiente, possuía na Aldeia da Piedade, Serra da Arrábida. 
Em causa estava um eventual incumprimento da lei no licenciamento da casa, uma vez que, em zonas de paisagem protegida, apenas era permitida a reconstrução de ruínas, respeitando a área original das mesmas, e apenas para apoio agrícola. 
Nobre Guedes declarou que as ruínas possuíam uma área de 168 metros quadrados. Um grupo de ambientalistas e uma advogada, Ana Merelo (mulher do então deputado do PS José Magalhães) — ela própria também proprietária de uma moradia na Arrábida, cuja legalidade era posta em causa num processo instaurado pelo Estado — contestavam tal afirmação. Em declarações a imprensa, exigiam uma "investigação criminal" ao licenciamento camarário da casa do Ministro, referindo que as antigas ruínas não possuíam mais de 40 metros quadrados de áreas.
Além disso, Nobre Guedes era ainda acusado de ter construído dois telheiros e um anexo e um depósito de gás, à revelia do projeto, tendo a Câmara Municipal de Setúbal, exigido alterações a esses elementos para emitir a licença de utilização, mas garantindo a legalidade de todo o processo de licenciamento. 
Nobre Guedes nunca respondeu às questões da comunicação social sobre a sua eventual demissão caso se provasse a ilegalidade do licenciamento da sua propriedade, alegando não serem questões dignas de resposta. 
Entretanto, o advogado José Sá Fernandes formalizou a apresentação de uma queixa ao Ministério Público, que iniciou uma investigação ao processo de licenciamento da casa de Nobre Guedes, pela possibilidade de envolver crimes de falsificação de documentos, falsidade de depoimento, peculato, corrupção passiva e ativa ou abuso de poder. 
Em reação, Nobre Guedes disponibilizou para consulta pública o processo de licenciamento da casa e instaurou uma ação cível contra o jornal Expresso, pelo teor dos artigos publicados sobre o assunto, e exigindo uma indemnização de cerca de 500 mil euros por ofensa à honra e ao bom nome. 
Em 2009, no entanto, Nobre Guedes desistiu da ação (uma semana antes do início do julgamento), alegando a elevada amplitude do conceito de ofensa à honra e ao bom nome quando aplicado a titulares de cargos políticos.
Já em julho de 2010 a comunicação social noticiava ter sido demolida a casa de Ana Merelo, na sequência de processo judicial que se arrastava há mais de uma década. 

### Reversão da propriedade do Casino Lisboa para a Estoril-Sol
Durante o XVI Governo Constitucional, a Estoril-Sol exigia a reversão da propriedade do edifício do Casino Lisboa a seu favor,  após o fim da concessão de exploração, em vez de o edifício reverter para o Estado, como estaria previsto, por principio, em legislação sobre a atividade de jogo. 
Mário Assis Ferreira, presidente da Estoril-Sol, alegava que que o imóvel fora adquirido à Parque Expo por mais de 17 milhões de euros, assim como que a reversao a favor da Estoril-Sol fora acordada no tempo do governo anterior, de Durão Barroso.
Enquanto o pedido da Estoril-Sol era avaliado, de acordo com noticias que vieram a publico, Nobre Guedes, tal como Paulo Portas, haviam procurado saber o ponto de situação da decisão do então Ministro do Turismo, Telmo Correia, sobre a homologação de um parecer da Inspeção-Geral de Jogos, que se pronunciava sobre a reversão pretendida.  
Não veio a resultar dai, porem, nenhum inquérito administrativo ou criminal sobre qualquer um dos governantes visados. 

### Polémica envolvendo a linha editorial de "O Independente" e a Autoridade Fiscal
Em outubro de 1994, o jornal Expresso noticiou que Nobre Guedes se encontrava a ser investigado, na sequência de um relatório das Finanças, por suspeitas de fraude fiscal, que Nobre Guedes sempre alegou serem infundadas.
O relatório das Finanças manifestava dúvidas sobre o real valor de um imóvel comprado por Nobre Guedes e pela esposa, em Cascais, ao tempo por seis mil contos (30 mil euros), e confirmava, por parte de Nobre Guedes, a omissão da declaração de rendimentos de verbas de milhares de contos, recebidas enquanto presidente do Conselho de Administração da SOCI, a sociedade dona do jornal O Independente. 
O então Presidente da República, Mário Soares, recebeu Nobre Guedes, que lhe expôs a situação e alegou ser vítima de perseguição política por causa da sua ligação ao jornal O Independente, visto como um órgão de comunicação incómodo para o governo liderado pelo primeiro-ministro Aníbal Cavaco Silva.
Pela mesma altura, O Independente era alvo de quatro queixas-crime por parte do então Ministro das Finanças, Jorge Braga de Macedo. Fora uma reportagem desse semanário que espoletara o caso "Monte dos Frades", em que estava em causa uma irregularidade contratual com o IFADAP, na recepção de fundos para uma herdade de o Ministro era comproprietário com o seu cunhado, no Alentejo.  

## Funções governamentais exercidas
- XVI Governo Constitucional
  - Ministro do Ambiente e do Ordenamento do Território

## Família
Filho de Filipe José de Magalhães Coutinho Nobre Guedes (Lisboa, 6 de Outubro de 1921 - Lisboa, 16 de Setembro de 1981), por sua vez filho de Francisco José Nobre Guedes, neto materno duma prima-irmã do 1.º Visconde de Ferreira do Alentejo; e de sua mulher (Lisboa, 10 de Julho de 1944) D. Maria Luisa Lobo de Almeida de Melo e Castro (Lisboa, 20 de Julho de 1925 - Lisboa), bisneta do 7.º Conde das Galveias e do 2.º Conde da Lapa, 3.º Visconde da Lapa e 4.º Barão de Moçâmedes e neta materna do 1.º Conde de Sabrosa.
Casou com Sofia de Sequeira Braga da Cruz Mata (Lisboa, 7 de Julho de 1965), Licenciada em Relações Internacionais pelo Instituto Superior de Ciências Sociais e Políticas da Universidade Técnica de Lisboa, filha de Gustavo Manuel da Silva da Cruz Mata (18 de Julho de 1929), Licenciado em Ciências Económicas e Financeiras pelo Instituto Superior de Ciências Económicas e Financeiras e Administrador de Empresas como a Mobil Oil Portuguesa, e de sua mulher (Lisboa, 25 de Outubro de 1958) Maria Leonor Satúrio Pires de Sequeira Braga (Lisboa, 18 de Julho de 1934 - Cascais, Estoril, 20 de Fevereiro de 2014), que em Monarquia seria Representante dos Títulos de Visconde da Costa, Conde da Costa, Visconde de Guedes e Visconde de Tardinhade, da qual teve três filhas e um filho.